# Le Neubourg
Le Neubourg är en kommun i departementet Eure i regionen Normandie i norra Frankrike. Kommunen ligger i kantonen Le Neubourg som tillhör arrondissementet Évreux. År 2022 hade Le Neubourg 4 251 invånare.

## Befolkningsutveckling
Antalet invånare i kommunen Le Neubourg
Referens:INSEE